# Vöröslábú futómadár
A vöröslábú futómadár (Rhinoptilus chalcopterus) a madarak osztályának lilealakúak (Charadriiformes) rendjébe, ezen belül a székicsérfélék (Glareolidae) családjába tartozó faj.

## Rendszerezése
A fajt Coenraad Jacob Temminck holland arisztokrata és zoológus írta le 1824-ben, a Cursorius nembe Cursorius chalcopterus néven.

## Előfordulása
Afrikában, a Szahara alatti területeken honos. Természetes élőhelyei a szubtrópusi és trópusi cserjések és szavannák. Vonuló faj.

## Megjelenése
Testhossza 29 centiméter, testtömege 117-172 gramm.
|  |  |

## Természetvédelmi helyzete
Az elterjedési területe rendkívül nagy, egyedszáma pedig stabil. A Természetvédelmi Világszövetség Vörös listáján nem fenyegetett fajként szerepel.